# 富臺部隊
富台部隊，係指1949年在黃杰率領下，由中華民國廣西省撤退到越南國南圻的中華民國國軍部隊，又稱留越國軍，中国大陆和北越政府称侵越蒋残匪。後駐越法軍以「保護」名義，解除武裝後集中軟禁在越南富國島。
透過美國向法國協調，加上國際反共陣營的明確化，法國改變了對富台部隊的態度。在1953年，這批部隊陸續轉運回台灣；抵台後重新整編，成為中華民國海軍陸戰隊之一。

## 起源
「富台部隊」其實是之後起的稱呼，取「富國島」與「台灣」各一字，事實上無此編制。
1949年渡江戰役後，中華民國國軍在大陸的主要軍事部隊被中國人民解放軍擊潰；部份部隊在退兵至東南沿海後，藉由中華民國海軍轉移到台灣或海南島；但是新桂系與滇系將領撤退方向則是朝根據地南撤。1949年7月初，地方民團廣西鎮南關保安隊遭受解放軍與越盟夾擊，僅存48人突圍後殘部逃入越南，遭法軍解除武裝集中在諒山中華會館管理，為留越國軍之始。
中國人民解放軍第四野戰軍在1949年底持續追擊兩廣殘餘的國軍。新桂系在華中軍政長官公署長官白崇禧指示下接受黃杰領導，重編第1兵團（原第1兵團1949年8月在長沙投降解放軍）守衛廣西省，下轄國民革命軍第十四軍（军长成刚）、國民革命軍第七十一軍、國民革命軍第九十七軍。但11月15日解放軍佔領貴陽，11月21日在桂林北方擊潰七十一軍，第一兵團22日棄守桂林，解放軍在11月24日南下佔沙塘，11月25日占領柳州、梧州。除了第一兵團潰不成軍，在廣西其餘幾支部隊還有11月才重建的第3兵團（指揮官朱鼎卿，下轄暫八軍、暫九軍）、第10兵團（原駐安徽桂系部隊，渡江戰役遭擊潰後以收攏殘部為主，下轄國民革命軍第四十六軍、國民革命軍第五十六軍、國民革命軍第一百二十六軍）、第11兵團（滇系部隊，司令官魯道源，下轄國民革命軍第五十八軍、國民革命軍第一百二十五軍）；及國民革命軍第七軍、國民革命軍第四十八軍殘部等。
1949年11月底，解放軍在廣西省南部擊潰魯道源的11兵團，廣西省守軍遭兩路夾擊，各路部隊開始潰退以零散遊勇的狀況進入越南；在12月5日解放軍佔領南寧、斷絕從海上撤退的通路後，白崇禧離開廣西前指示各部：「為確保反攻基地，各部隊應力求避戰，保存實力，輕裝分散，機動游擊，各自選擇適當地點，以安全為第一」。而撤退到越南的國軍部隊，解放軍也未加追擊，因此不願意接受解放軍勸降的部隊逐漸進入越南，廣西一帶戰爭也就告一段落。

## 後續變遷

### 中法峙馬協定
在越南遭軟禁的部隊編成中，職級最高者為第1兵團司令官黃杰，黃杰任命參謀長何竹本為代表，偕外事處長毛起鶊赴峙馬屯與法駐諒山邊防軍參謀長奧里亞 （Lt. Col. Auridl）中校，在12月12日簽下協定，同意國軍借道越南撤退台灣，12月13日生效；該協議稱為中法峙馬協定。
協議內容為：
1. 同意國軍假道由海防市轉運臺灣。
2. 武器交法方封存，由中華民國政府交涉發還。
3. 沿途警戒由法方派出，給養由法方補給。
4. 13日開始行動，分五百人為一組，婦孺先行入境。

不過，中華人民共和國總理周恩來在北京廣播，發表外交聲明施壓，指責駐越法軍不該允許國軍部隊進入越南。法國因此撕毀協議，禁止國軍轉運；在解除國軍武器後，將部隊拘禁在蒙陽與萊姆法郎集中營，但為一片荒地，連要拘禁國軍的房舍也是國軍自己興建。

### 留越國軍管訓基地
1950年，韓戰爆發，在留越國軍進入富國島後，蔣介石寄望此一部隊能在反攻大陸時由越進入中國大陸，將入越國軍殘部整併並取消原有番號，以避建軍口實，成立了「留越國軍管訓基地」，組織為：
第一兵團部：司令官黃杰，副司令官王天鳴、蔣伏生、成剛，參謀長何竹本，副參謀長范湖，駐地為富國島上陽東內河。1950年12月，奉國防部電令，第一兵團部改編為「留越國軍管訓總處」。
部下設三個管訓處，處下設總隊若干，總隊下再分設大隊、中隊，其編制相當於團、營、連。
- 第一管訓處：處長張用斌。
  - 第一總隊，總隊長高樹華；第二總隊，總隊長張紹昌；第三總隊，總隊長李毓芳；第四總隊，總隊長張勵；直屬大隊，大隊長李慶長。

- 第二管訓處：處長王佐文。
  - 第五總隊，總隊長龍義昌；第六總隊，總隊長何毅生；第七總隊，總隊長查文華；直屬大隊，大隊長黃祝華。

- 第三管訓處：處長彭佐熙，轄三個總隊。（1950年12月留越國軍第二次整編增設）
- 預備幹部訓練班，主任黃杰（兼），副主任何竹本（兼），教育長謝惕乾。
  - 第八總隊（原277團）；第九總隊（原161師482團，團長田樂天）；第十總隊（原獨立團）（原各團長續任總隊長）

### 法軍南撤、美國介入
韓戰爆發後，美國與法國曾多次磋商留越國軍事宜，美方建議讓有武裝國軍加入法方，能與越盟作戰，但法國擔心此舉會導致中國人民解放軍進入越南，因而作罷。
在1951年，法國在越北的戰況趨壞，許多單位開始南撤；法軍又將國軍遷至富國島的陽東與吤多兩營區，期間任由自生自滅，26軍則拘禁在越中的金蘭灣，故實際上留越國軍最後分別被拘禁在富國島與金蘭灣兩處。由於兩個營區毫無基礎設施，國軍只能自力救濟蓋設陸軍醫院、中華學校，由大家共同出資聘請專人，更修復了機場等交通設施，方便官長往來，於是兩營區週遭漸漸繁榮；即使國際情勢已經改變，但法國對待留越國軍的心態依舊未變，仍將數萬人軍眷、難民等一同軟禁；1951年12月25日，留越國軍同步在富國島與金蘭灣進行絕食抗議；1952年1月，中華民國外交部針對此事向法國進行抗議，並由中華民國國防部建請駐台美軍顧問團團長蔡斯少將提供協助；3月，由於越南局勢逐漸惡化，國防部再請求美軍顧問團代理團長魏雷（John I. Willey）協助。

### 留越國軍處理小組
雖然留越國軍在當地留駐已達2年，但在台灣的中華民國政府並沒有明確指示留越國軍的前途，直到1951年底抗議後，對於留越國軍的未來蔣中正才裁示「黃杰的留越國軍可以來臺，李彌的留緬國軍不能調回」。1952年政府成立「留越國軍處理小組」，規劃留越國軍撤台的必備事宜，先後於臺北、中壢、臺中、臺南、臺東等地興建克難住宅，命名為「赴台新村」（黃杰任台灣省主席時，改名為「富台新村」），1953年5月16日至6月28日，派出七批民間運輸船與海軍登陸艇共同作業的返臺作業，稱為「富台計劃」。
1953年6月2日，第一批富台部隊官兵抵達高雄，編入海軍陸戰隊第一旅步兵第四大隊（大隊長曾卓武中校），以及第二旅步兵第六大隊（大隊長李慶長中校），其餘編入海軍士官學校（當時為陸戰隊轄）、隊直屬連與旅直屬砲兵單位，老弱殘障者辦理退伍就業。而随同国军来富國島军中文艺工作者之一張岫雲和他先生李久濤在越南富國島上成立民營豫劇表演團體中州豫劇團，1953年赴台湾后，演变为今日之台湾豫剧团 。

### 集中營的後續
國軍撤臺後集中營雖短暫荒廢，但因越戰加劇，1966年越南共和國政府在美國協助下將富國島營區改建為囚禁越共政治犯的富國監獄。越南共和國被越南民主共和國消滅後，該監獄業已關閉，1996年起開放，成為富國島的觀光景點之一。

## 構成
法國解除武裝管理的留越國軍，統計有32,457人；來源來自以下單位：第1兵團殘存部隊（十四軍、七十一军， 九十七軍）、前第3兵團殘存部隊（四十八軍176師）、第10兵團殘存部隊（四十六軍、五十六軍330師998團）、第11兵團殘存部隊、國民革命軍第二十六軍殘存部隊、國民革命軍第一百軍19師殘存部隊、桂西師管區、國防部第三突擊總隊殘部、第五突擊總隊殘部、粵桂游擊隊，相關軍眷、流亡學生等。雖然編號眾多，但實編狀況多半殘破不全。1953年交涉結束，部隊運回台灣時，約有1,500人滯留越南與柬埔寨成為僑民，抵達台灣人數為30,087人。

## 國軍殘部入越時程

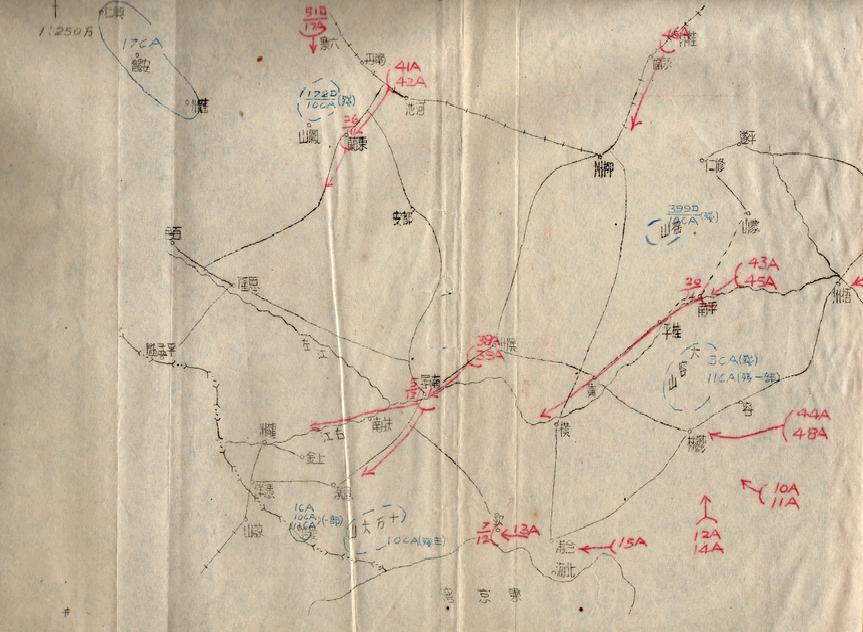
國軍入越形勢圖（1949年12月上旬）

### 第一兵團殘部

#### 前因
- 湘贛戰役

1949年8月1日，湖南省省主席程潛與第一兵團司令陳明仁於長沙宣布湖南加入中國共產黨的和平協定，脫離廣州政府，隨後兩人正式投共；改編成中國國民黨人民解放軍。中華民國政府8月4日對兩人通緝，並任命黃杰繼任湖南省政府委員兼任主席、第一兵團司令並兼任湖南綏靖總司令，此為黃杰與第一兵團連結之始。
8月15日，發生了新化之役，國共於邵陽青陽坪接戰，國軍獲得小勝；白崇禧欲擴大戰果，命宋希濂與黃杰會師對解放軍進行包圍，但宋部未到，以致計畫失敗，僅克復今新化縣。
- 衡寶戰役

9月13日，解放軍整補完畢，再度進攻，此時解放軍匯集19個軍約55萬人，國軍僅餘第一兵團與暫二軍、暫三軍等，兵力相差已十分懸殊；9月18日，駐守沅陵的宋部周磐不戰而逃，棄城而出，中共解放軍得以沿路進佔瀘溪、辰谿、漵浦、麻陽等縣；麻陽陷後，解放軍撲芷江、下湘西，國軍已無險可守，開始往西南退去，此即解放軍戰史所稱衡寶戰役。
自黃杰8月接任湖南省主席，10月7日撤出邵陽，至10月13日湘境全失，黃部10月17日退抵廣西，其時僅二個月餘。

#### 後果
廣西戰役後的11月5日，白崇禧在桂林召開軍事會議，與會者計有李品仙、徐祖貽、賴光大、張淦、徐啟明、魯道源，以及第一兵團司令黃杰。會中裁定，將退入廣西之華中部隊朝南進發，轉進海南，並以第一兵團斷後掩護；但解放軍在會議後的次日出擊，第3、10、11、17兵團未到欽州前便已被圍堵，國軍四散；12月3日，白崇禧搭飛機至海南島；12月4日，此時國軍僅剩第1、10兵團殘部仍與相抗，黃杰只好往雲南撤退；12月7日，黃接獲白電令，謂解放軍已完成包圍，逼迫國軍決戰，命保存實力，黃率第一兵團入左江，十兵團穿十萬大山；12月8日，雲南省省主席盧漢投共，余程萬、李彌與張群被軟禁於昆明，黃杰入滇無望。
此時東南軍政長官陳誠密電指示黃先入越南建立根據地，再圖反攻，此為第一兵團入越緣由。

### 越南建國軍─廣西部隊殘部

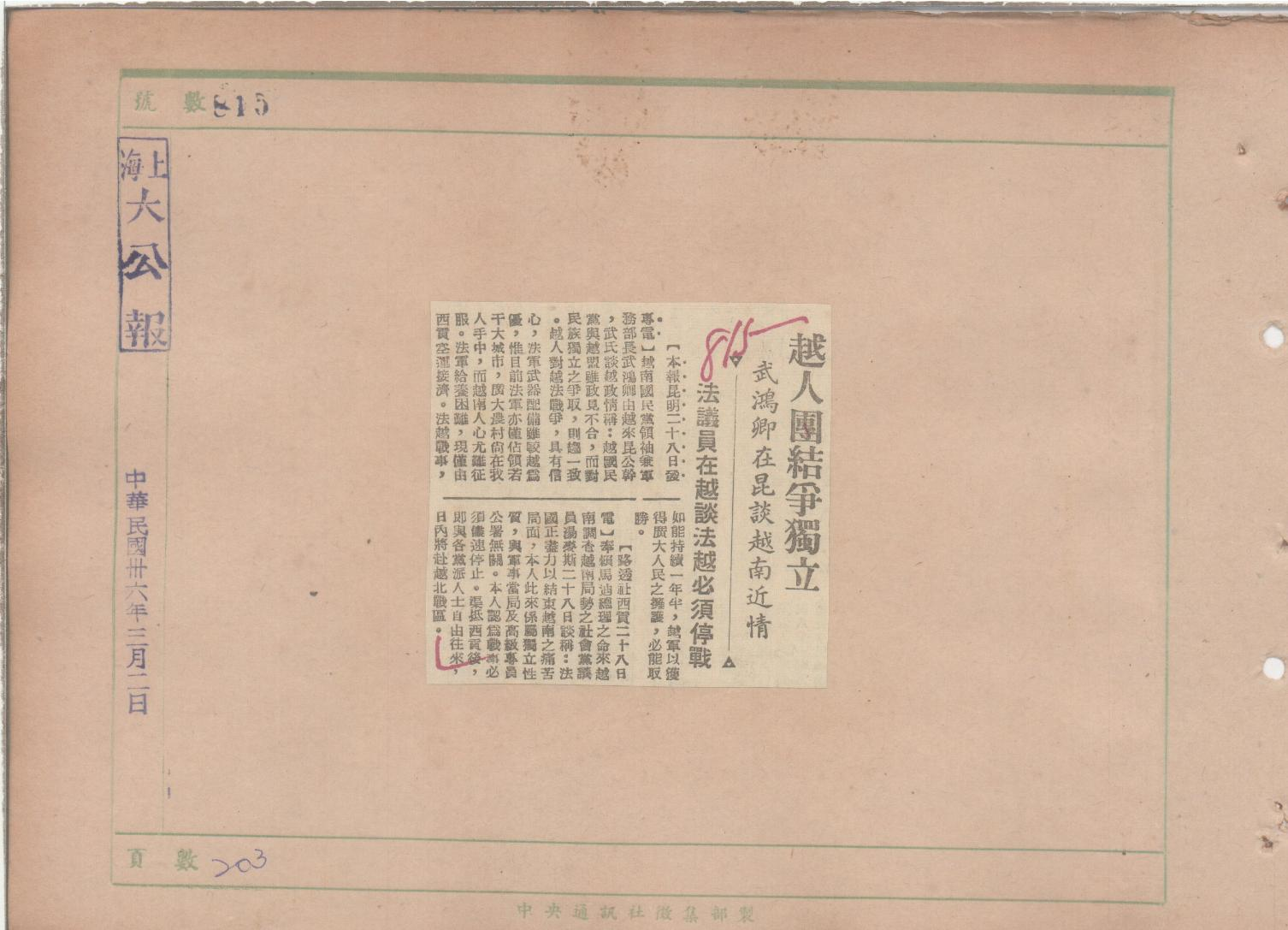
1947年的剪報，當時譯為「武鴻卿」。

12月8日，白崇禧密電下令，將廣西部隊殘餘重編成「越南建國軍」，武鴻卿任總司令，徐啟明任副總司令，政治上支持保大帝（詳見越南國），法越戰爭中支援法軍，進攻胡志明現有地盤作為建國軍根據地；若能引解放軍入越，即成國際問題，因美國的立場不能坐視，對國軍有利。
但徐啟明在上思被俘虜後雖逃脫，仍無法就任副總司令一職，所以此一經略越北以圖反攻的構想並未實現。
12月18日，因解放軍並未中計，又難民越來越多，殘部隊形越來越亂，加上糧餉不繼，武鴻卿無法再等，率越南建國軍進入中越邊境，即被胡志明的越盟游擊隊截擊，建國軍且戰且走；一直到21日戰勝越盟後與法軍談判，得法軍接濟三天糧食與彈藥；24日，法軍未依約補給糧食，反運來大批卡車，疑似要將建國軍繳械載往諒山，武部留下老弱婦孺後轉向陸南（譯音）行軍；26日被法軍偵知派飛機轟炸，建國軍戰至1950年1月6日，因無糧食飲水與彈藥而投降，被送往萊姆法郎集中營。

### 越南志願軍─廣西民團殘部
1949年秋，林彪於廣西戰役大敗白崇禧，白定下「保雲南與桂西南、粵南、海南島，控制越北」的戰略，但解放軍收國軍叛變與降兵為前驅，聲勢如雪球滾大，到處如破竹，國軍競逃，分割為數段，白的計畫完全失敗。
11月下旬，白命時任廣西省保安中將副司令、廣西全邊對汛督辦公署督辦、龍津清剿區指揮所指揮官的姚槐率省保安團先行前往寧明、隘店，為逃入越南預作準備。
12月9日，姚召開緊急會議，謂：「奉華中軍政副長官夏威指示，為日後生存發展計，在桂各部組織成越南志願軍，即日入越」。由於事前已先打點，且姚在中越邊境多年，不但沒有被法軍殖民當局繳械與逼迫苦工或拘禁，反而在諒山西北的七溪（譯音）與嶺間（譯音）建立了「越南建國軍第二軍」和「桂越邊區反共救國軍」。白隨後任命姚為軍長兼總司令，並空投予姚部大批銀洋與糧食物資裝備等。
1950年1月，姚率部由越南反攻回廣西九特，更於除夕時進佔海淵，但3天後解放軍奪回；2月，法軍亦空投大筆金錢與補給，姚利用此時擴充軍力與地盤，更任命了思樂、明江、寧明三縣縣長；5月，解放軍與姚部內應合作，趁夜奇襲，姚逃回越南。此時姚部軍力已無法再行反攻，便入了法軍集中營，姚與殘部被送往金蘭灣。

## 注解
1. ↑  今越南，當時為法屬印度支那的一部分，之後敘述均以「越南」通稱。
2. ↑  譯音，位於今諒山省禄平县
3. ↑  當時邊防軍指揮官為康士登上校，法方駐越南高級專員為海軍中將比容，均為譯名
4. ↑  譯音，位於今越南廣寧省錦普市
5. ↑  譯音，位於今下龍市，舊稱鴻基市旁。萊姆法郎之名是紀念在當地發現煤礦的法籍工程師；錦譜與鴻基均為煤礦區，法軍當時驅使國軍在此二處礦區與高棉橡膠廠作苦工，高棉橡膠廠位於柬埔寨，亦屬法殖民地。國軍為了換得飲食醫藥，派出二千餘人
6. ↑   (PDF).   [2025-01-02]. （原始内容存档 (PDF)于2024-08-09）.
7. ↑  譯音，在島的西側，亦有譯「楊東」
8. ↑  譯音，在島的南端，亦有譯「介多」
9. ↑  但高階主管如黃杰，或剛從中央社卸職，轉任黃私人法文秘書的丁懋時等實住西貢
10. ↑  Lt. Gen. William C. Chase，1895－1986
11. ↑  解放軍戰史稱為湘贛戰役
12. ↑  譯音，亦有譯「武洪卿」。越南人，越南國民黨黨魁，越南國民黨是仿中國革命同盟會成立的組織，其前身便為越南革命同盟會。中華民國曾在中國抗日戰爭期間扶植包含胡志明在內的越南革命人士，並派遣黃埔軍校畢業軍官進入各方勢力擔任軍職或顧問，協助訓練游擊隊進行東南亞武裝抗日，故有越南國民黨的出現；後因越南國民黨貪污腐敗，被胡志明的越盟擊潰，逃至中國廣西，武當時自有一支名叫「越南復國軍」的武力
13. ↑  對汛是聯防的意思
14. ↑  1904-1984，廣西龍州人，黃埔一期南寧分校步科畢業，後至臺灣，曾任國大代表

## 外部連結
- 國軍歷史文物館 人物介紹 黃杰 （页面存档备份，存于）
- 「日暮鄉關何處是」「留越國軍」的返台路-中華民國檔案管理局 （页面存档备份，存于）
- 滯越軍民之接運來臺（1949-1953）-黃翔瑜，國史館學術集刊第十一期，2006（繁體中文）

YouTube上的最后的部队 越南国军余部迁台纪事，鳳凰衛視，2013-05-25。（繁體中文）